# Hrvatska policija
Hrvatska policija javna je policijska služba hrvatskog Ministarstva unutarnjih poslova koja obavlja zakonom propisane policijske poslove.

## Ustroj
Dva su temeljna ustrojstvena oblika organizacije policije u Republici Hrvatskoj: Ministarstvo unutarnjih poslova i Ravnateljstvo policije. Osim toga, radi obavljanja policijskih poslova ustrojavaju se policijske uprave, a za izravno obavljanje policijskih poslova u policijskoj upravi osnivaju se policijske postaje.

### Ministarstvo unutarnjih poslova
Ministarstvo unutarnjih poslova radi stvaranja uvjeta rada u oblast policije ima sljedeća prava i dužnost:

1. utvrđuje kadrovske i obrazovne potrebe,

2. donosi razvojne, organizacijske i druge temeljne smjernice za rad,

3. donosi planove o korištenju materijalno-financijskih sredstava,

4. donosi i provodi planove o izgradnji i korištenju informacijskog sustava,

5. donosi i provodi planove o izgradnji i korištenju radiokomunikacijskog i telekomunikacijskog sustava,

6. donosi i provodi planove o izgradnji i korištenju sigurnosno-zaštićenog kriptološkog sustava,

7. utvrđuje potrebe i nabavlja tehnička sredstva,

8. organizira međunarodnu suradnju,

9. obavlja utvrđene poslove u vezi s Visokom policijskom školom,

10. organizira i provodi unutarnji nadzor,

11. obavlja druge poslove određene zakonom.
Ministarstvom upravlja ministar.

### Ravnateljstvo policije
Za obavljanje policijskih poslova u Ministarstvu unutarnjih poslova Zakonom o policiji (NN br. 129/00) osnovano je Ravnateljstvo policije, kao upravna organizacija u sastavu Ministarstva unutarnjih poslova.
Ravnateljstvom upravlja glavni ravnatelj policije.
Zadaće Ravnateljstva su:
- praćenje i analiza stanja sigurnosti i pojava koje pogoduju nastanku i razvitku kriminaliteta,
- usklađivanje, usmjeravanje i nadziranje rada policijskih uprava,
- izravno sudjelovanje u obavljanju određenih složenijih poslova iz djelokruga rada policijskih uprava,
- briga o provođenju međunarodnih ugovora o policijskoj suradnji i drugih međunarodnih akata za koje je nadležno,
- organiziranje i provođenje kriminalističkih vještačenja,
- stvaranje uvjeta za rad Policijske akademije,
- donošenje standarda za opremu i materijalno-tehnička sredstva,
- sukladno posebnim propisima briga o spremnosti policije za djelovanje u izvanrednim uvjetima.

Ravnateljstvom policije upravlja ravnatelj policije u rangu pomoćnika ministra. Njega na prijedlog ministra unutarnjih poslova imenuje i razrješuje Vlada Republike Hrvatske.
Ravnateljstvo je podijeljeno na ustrojstvene jedinice:
- Ured ravnatelja
- Uprava policije
- Uprava kriminalističke policije
- Uprava za granicu
- Operativno – komunikacijski centar policije
- Zapovjedništvo specijalne policije
- Centar za kriminalistička vještačenja,novi naziv je: Centar za forenzična ispitivanja, istraživanja i vještačenja "IvanVučetić"
- Policijska akademija

### Policijske uprave
Policijska uprava na području za koje je osnovana:

1. prati i analizira stanje sigurnosti i pojave koje pogoduju nastanku i razvitku kriminaliteta,

2. organizira, usklađuje, usmjerava i nadzire rad policijskih postaja,

3. izravno sudjeluje u obavljanju složenijih poslova iz djelokruga rada policijske postaje,

4. obavlja i provodi utvrđene mjere u graničnoj kontroli i osiguranju državne granice,

5. poduzima mjere radi zaštite određenih osoba i objekata,

6. obavlja druge poslove utvrđene posebnim propisima.

Policijskom upravom upravlja načelnik policijske uprave.
Teritorijalno su organizirane prema županijskome ustroju.

### Policijske postaje
Za izravno obavljanje policijskih i drugih poslova u policijskoj upravi osniva se policijska postaja.

## Ovlasti
Policijske ovlasti su zapravo skup prava kojima se policija može, pod uvjetima propisanim u zakonu, koristiti u pojedinim situacijama.
S obzirom na njihovo značenje policijske ovlasti propisane su Zakonom o policiji i to metodom taksativnog normiranja (nabrajanja) i one su:

1. provjera i utvrđivanje identiteta osoba i predmeta,

2. pozivanje,

3. dovođenje,

4. traganje za osobama i predmetima,

5. privremeno ograničenje slobode kretanja,

6. davanje upozorenja i zapovijedi,

7. privremeno oduzimanje predmeta, 

8. poligrafsko testiranje,

9. pregled prostorija, prostora, objekata i dokumentacije,

10. pregled osoba, predmeta i prometnih sredstava,

11. osiguranje i pregled mjesta događaja,

12. zaprimanje prijava,

13. javno raspisivanje nagrade,

14. snimanje na javnim mjestima,

15. uporaba sredstava prisile,

16. zaštita žrtava kaznenih djela i drugih osoba,

17. prikupljanje, obrada i korištenje osobnih podataka.

## Službenici
Policijski službenici su osobe koje primjenjuju policijske ovlasti. Svaki policijski službenik dužan je u svako doba poduzeti nužne radnje radi zaštite života i osobne sigurnosti ljudi i imovine.
Policijski službenik ima službenu značku i službenu iskaznicu te odoru koju je dužan nositi kad obavlja poslove održavanja javnog reda i mira, nadzora upravljanja prometa na cestama, nadzora i zaštite državne granice ili obavlja druge poslove.
Policijski službenik ovlašten je nositi oružje i streljivo, kao i druga sredstva prisile (tjelesna snaga, palica, raspršivač s nadražujućom tvari, sredstva za vezivanje osobe, uređaj za prisilno zaustavljanje motornog vozila, službeni psi, kemijska sredstva, službeni konji, vatreno oružje, uređaj za izbacivanje mlazova vode, posebna motorna vozila i posebne vrste oružja i eksplozivna sredstva), koje upotrebljava pod uvjetima utvrđenim zakonom.
Određena osoba stječe status policijskog službenika stjecanjem zvanja koje ovisi o stručnoj spremi, radnom stažu, radnom mjestu, položenom ispitu za zvanje i godišnjim ocjenama.

### Zvanja i funkcionalne oznake radnih mjesta

#### Temeljna policija (2022. –danas)
| Polaznik policijske škole | Polaznik policijske škole | Polaznik policijske škole | Polaznik policijske škole | Polaznik policijske škole | Polaznik policijske škole | Polaznik policijske škole | Polaznik policijske škole | Polaznik policijske škole | Polaznik policijske škole | Polaznik policijske škole | Vježbenik srednje stručne spreme | Vježbenik srednje stručne spreme | Vježbenik srednje stručne spreme | Vježbenik srednje stručne spreme | Vježbenik srednje stručne spreme | Vježbenik srednje stručne spreme | Vježbenik srednje stručne spreme | Vježbenik srednje stručne spreme | Vježbenik srednje stručne spreme | Vježbenik srednje stručne spreme | Vježbenik srednje stručne spreme | Vježbenik sa završenim preddiplomskim sveučilišnim ili stručnim studijem u trajanju od najmanje tri godine | Vježbenik sa završenim preddiplomskim sveučilišnim ili stručnim studijem u trajanju od najmanje tri godine | Vježbenik sa završenim preddiplomskim sveučilišnim ili stručnim studijem u trajanju od najmanje tri godine | Vježbenik sa završenim preddiplomskim sveučilišnim ili stručnim studijem u trajanju od najmanje tri godine | Vježbenik sa završenim preddiplomskim sveučilišnim ili stručnim studijem u trajanju od najmanje tri godine | Vježbenik sa završenim preddiplomskim sveučilišnim ili stručnim studijem u trajanju od najmanje tri godine | Vježbenik sa završenim preddiplomskim sveučilišnim ili stručnim studijem u trajanju od najmanje tri godine | Vježbenik sa završenim preddiplomskim sveučilišnim ili stručnim studijem u trajanju od najmanje tri godine | Vježbenik sa završenim preddiplomskim sveučilišnim ili stručnim studijem u trajanju od najmanje tri godine | Vježbenik sa završenim preddiplomskim sveučilišnim ili stručnim studijem u trajanju od najmanje tri godine | Vježbenik sa završenim preddiplomskim sveučilišnim ili stručnim studijem u trajanju od najmanje tri godine | Vježbenik sa završenim preddiplomskim i diplomskim studijem ili integriranim sveučilišnim studijem ili sprecijalističkim diplomskim studijem | Vježbenik sa završenim preddiplomskim i diplomskim studijem ili integriranim sveučilišnim studijem ili sprecijalističkim diplomskim studijem | Vježbenik sa završenim preddiplomskim i diplomskim studijem ili integriranim sveučilišnim studijem ili sprecijalističkim diplomskim studijem | Vježbenik sa završenim preddiplomskim i diplomskim studijem ili integriranim sveučilišnim studijem ili sprecijalističkim diplomskim studijem | Vježbenik sa završenim preddiplomskim i diplomskim studijem ili integriranim sveučilišnim studijem ili sprecijalističkim diplomskim studijem | Vježbenik sa završenim preddiplomskim i diplomskim studijem ili integriranim sveučilišnim studijem ili sprecijalističkim diplomskim studijem | Vježbenik sa završenim preddiplomskim i diplomskim studijem ili integriranim sveučilišnim studijem ili sprecijalističkim diplomskim studijem | Vježbenik sa završenim preddiplomskim i diplomskim studijem ili integriranim sveučilišnim studijem ili sprecijalističkim diplomskim studijem | Vježbenik sa završenim preddiplomskim i diplomskim studijem ili integriranim sveučilišnim studijem ili sprecijalističkim diplomskim studijem | Vježbenik sa završenim preddiplomskim i diplomskim studijem ili integriranim sveučilišnim studijem ili sprecijalističkim diplomskim studijem | Vježbenik sa završenim preddiplomskim i diplomskim studijem ili integriranim sveučilišnim studijem ili sprecijalističkim diplomskim studijem | Policajac            | Policajac            | Policajac            | Policajac            | Policajac            | Policajac            | Policajac                   | Policajac                   | Policajac                   | Policajac                   | Policajac                   | Viši policajac              | Viši policajac              | Viši policajac              | Viši policajac              | Viši policajac              | Viši policajac            | Viši policajac            | Viši policajac            | Viši policajac            | Viši policajac            | Viši policajac            | Samostalni policajac      | Samostalni policajac      | Samostalni policajac      | Samostalni policajac      | Samostalni policajac                 | Samostalni policajac                 | Samostalni policajac                 | Samostalni policajac                 | Samostalni policajac                 | Samostalni policajac                 | Samostalni policajac                 | Policijski narednik                  | Policijski narednik                  | Policijski narednik                  | Policijski narednik                  | Policijski narednik                  | Policijski narednik                  | Policijski narednik                  | Policijski narednik                  | Policijski narednik                  | Policijski narednik                  | Policijski narednik                  | Viši policijski narednik             | Viši policijski narednik             | Viši policijski narednik   | Viši policijski narednik   | Viši policijski narednik   | Viši policijski narednik   | Viši policijski narednik   | Viši policijski narednik   | Viši policijski narednik   | Viši policijski narednik   | Viši policijski narednik   | Samostalni policijski narednik | Samostalni policijski narednik | Samostalni policijski narednik | Samostalni policijski narednik | Samostalni policijski narednik | Samostalni policijski narednik | Samostalni policijski narednik | Samostalni policijski narednik | Samostalni policijski narednik | Samostalni policijski narednik | Samostalni policijski narednik |                    |                    |                    |                    |                    |                    |                    |                    |                    |                    |                       |                       |                       |                       |                       |                       |                       |                       |                       |                       |
|                           |                           |                           |                           |                           |                           |                           |                           |                           |                           |                           |                                  |                                  |                                  |                                  |                                  |                                  |                                  |                                  |                                  |                                  |                                  | | | | | | | | | | | | | | | | | | | | | | |                      |                      |                      |                      |                      |                      |                             |                             |                             |                             |                             |                             |                             |                             |                             |                             |                           |                           |                           |                           |                           |                           |                           |                           |                           |                           |                                      |                                      |                                      |                                      |                                      |                                      |                                      |                                      |                                      |                                      |                                      |                                      |                                      |                                      |                                      |                                      |                                      |                                      |                                      |                                      |                            |                            |                            |                            |                            |                            |                            |                            |                            |                                |                                |                                |                                |                                |                                |                                |                                |                                |                                |                                |                    |                    |                    |                    |                    |                    |                    |                    |                    |                    |                       |                       |                       |                       |                       |                       |                       |                       |                       |                       |
| Policijski inspektor      | Policijski inspektor      | Policijski inspektor      | Policijski inspektor      | Policijski inspektor      | Policijski inspektor      | Policijski inspektor      | Policijski inspektor      | Policijski inspektor      | Policijski inspektor      | Viši policijski inspektor | Viši policijski inspektor        | Viši policijski inspektor        | Viši policijski inspektor        | Viši policijski inspektor        | Viši policijski inspektor        | Viši policijski inspektor        | Viši policijski inspektor        | Viši policijski inspektor        | Viši policijski inspektor        | Samostalni policijski inspektor  | Samostalni policijski inspektor  | Samostalni policijski inspektor                                                                            | Samostalni policijski inspektor                                                                            | Samostalni policijski inspektor                                                                            | Samostalni policijski inspektor                                                                            | Samostalni policijski inspektor                                                                            | Samostalni policijski inspektor                                                                            | Samostalni policijski inspektor                                                                            | Samostalni policijski inspektor                                                                            | Glavni policijski inspektor                                                                                | Glavni policijski inspektor                                                                                | Glavni policijski inspektor                                                                                | Glavni policijski inspektor | Glavni policijski inspektor | Glavni policijski inspektor | Glavni policijski inspektor | Glavni policijski inspektor | Glavni policijski inspektor | Glavni policijski inspektor | Policijski savjetnik | Policijski savjetnik | Policijski savjetnik | Policijski savjetnik | Policijski savjetnik | Policijski savjetnik | Policijski savjetnik | Policijski savjetnik | Policijski savjetnik | Policijski savjetnik | Glavni policijski savjetnik | Glavni policijski savjetnik | Glavni policijski savjetnik | Glavni policijski savjetnik | Glavni policijski savjetnik | Glavni policijski savjetnik | Glavni policijski savjetnik | Glavni policijski savjetnik | Glavni policijski savjetnik | Glavni policijski savjetnik | Glavni ravnatelj policije | Glavni ravnatelj policije | Glavni ravnatelj policije | Glavni ravnatelj policije | Glavni ravnatelj policije | Glavni ravnatelj policije | Glavni ravnatelj policije | Glavni ravnatelj policije | Glavni ravnatelj policije | Glavni ravnatelj policije | Zamjenik glavnog ravnatelja policije | Zamjenik glavnog ravnatelja policije | Zamjenik glavnog ravnatelja policije | Zamjenik glavnog ravnatelja policije | Zamjenik glavnog ravnatelja policije | Zamjenik glavnog ravnatelja policije | Zamjenik glavnog ravnatelja policije | Zamjenik glavnog ravnatelja policije | Zamjenik glavnog ravnatelja policije | Zamjenik glavnog ravnatelja policije | Pomoćnik glavnog ravnatelja policije | Pomoćnik glavnog ravnatelja policije | Pomoćnik glavnog ravnatelja policije | Pomoćnik glavnog ravnatelja policije | Pomoćnik glavnog ravnatelja policije | Pomoćnik glavnog ravnatelja policije | Pomoćnik glavnog ravnatelja policije | Pomoćnik glavnog ravnatelja policije | Pomoćnik glavnog ravnatelja policije | Pomoćnik glavnog ravnatelja policije | Načelnik policijske uprave | Načelnik policijske uprave | Načelnik policijske uprave | Načelnik policijske uprave | Načelnik policijske uprave | Načelnik policijske uprave | Načelnik policijske uprave | Načelnik policijske uprave | Načelnik policijske uprave | Načelnik policijske uprave     | Biskupski vikar za pastoral    | Biskupski vikar za pastoral    | Biskupski vikar za pastoral    | Biskupski vikar za pastoral    | Biskupski vikar za pastoral    | Biskupski vikar za pastoral    | Biskupski vikar za pastoral    | Biskupski vikar za pastoral    | Biskupski vikar za pastoral    | Biskupski vikar za pastoral    | Policijski kapelan | Policijski kapelan | Policijski kapelan | Policijski kapelan | Policijski kapelan | Policijski kapelan | Policijski kapelan | Policijski kapelan | Policijski kapelan | Policijski kapelan | Član policijske klape | Član policijske klape | Član policijske klape | Član policijske klape | Član policijske klape | Član policijske klape | Član policijske klape | Član policijske klape | Član policijske klape | Član policijske klape |
|                           |                           |                           |                           |                           |                           |                           |                           |                           |                           |                           |                                  |                                  |                                  |                                  |                                  |                                  |                                  |                                  |                                  |                                  |                                  | | | | | | | | | | | | | | | | | | | | | | |                      |                      |                      |                      |                      |                      |                             |                             |                             |                             |                             |                             |                             |                             |                             |                             |                           |                           |                           |                           |                           |                           |                           |                           |                           |                           |                                      |                                      |                                      |                                      |                                      |                                      |                                      |                                      |                                      |                                      |                                      |                                      |                                      |                                      |                                      |                                      |                                      |                                      |                                      |                                      |                            |                            |                            |                            |                            |                            |                            |                            |                            |                                |                                |                                |                                |                                |                                |                                |                                |                                |                                |                                |                    |                    |                    |                    |                    |                    |                    |                    |                    |                    |                       |                       |                       |                       |                       |                       |                       |                       |                       |                       |

#### Temeljna policija (2011. – 2022.)
| Polaznik srednje škole – tečaja za policajca | Polaznik srednje škole – tečaja za policajca | Polaznik srednje škole – tečaja za policajca | Polaznik srednje škole – tečaja za policajca | Polaznik srednje škole – tečaja za policajca | Polaznik srednje škole – tečaja za policajca | Polaznik srednje škole – tečaja za policajca | Polaznik srednje škole – tečaja za policajca | Polaznik srednje škole – tečaja za policajca | Polaznik srednje škole – tečaja za policajca | Polaznik srednje škole – tečaja za policajca | Vježbenik SSS             | Vježbenik SSS             | Vježbenik SSS             | Vježbenik SSS             | Vježbenik SSS             | Vježbenik SSS             | Vježbenik SSS             | Vježbenik SSS             | Vježbenik SSS             | Vježbenik SSS                   | Vježbenik SSS                   | Vježbenik sa završenim preddiplomskim sveučilišnim ili stručnim studijem u trajanju od najmanje tri godine | Vježbenik sa završenim preddiplomskim sveučilišnim ili stručnim studijem u trajanju od najmanje tri godine | Vježbenik sa završenim preddiplomskim sveučilišnim ili stručnim studijem u trajanju od najmanje tri godine | Vježbenik sa završenim preddiplomskim sveučilišnim ili stručnim studijem u trajanju od najmanje tri godine | Vježbenik sa završenim preddiplomskim sveučilišnim ili stručnim studijem u trajanju od najmanje tri godine | Vježbenik sa završenim preddiplomskim sveučilišnim ili stručnim studijem u trajanju od najmanje tri godine | Vježbenik sa završenim preddiplomskim sveučilišnim ili stručnim studijem u trajanju od najmanje tri godine | Vježbenik sa završenim preddiplomskim sveučilišnim ili stručnim studijem u trajanju od najmanje tri godine | Vježbenik sa završenim preddiplomskim sveučilišnim ili stručnim studijem u trajanju od najmanje tri godine | Vježbenik sa završenim preddiplomskim sveučilišnim ili stručnim studijem u trajanju od najmanje tri godine | Vježbenik sa završenim preddiplomskim sveučilišnim ili stručnim studijem u trajanju od najmanje tri godine | Vježbenik sa završenim preddiplomskim i diplomskim studijem ili integriranim sveučilišnim studijem ili sprecijalističkim diplomskim studijem | Vježbenik sa završenim preddiplomskim i diplomskim studijem ili integriranim sveučilišnim studijem ili sprecijalističkim diplomskim studijem | Vježbenik sa završenim preddiplomskim i diplomskim studijem ili integriranim sveučilišnim studijem ili sprecijalističkim diplomskim studijem | Vježbenik sa završenim preddiplomskim i diplomskim studijem ili integriranim sveučilišnim studijem ili sprecijalističkim diplomskim studijem | Vježbenik sa završenim preddiplomskim i diplomskim studijem ili integriranim sveučilišnim studijem ili sprecijalističkim diplomskim studijem | Vježbenik sa završenim preddiplomskim i diplomskim studijem ili integriranim sveučilišnim studijem ili sprecijalističkim diplomskim studijem | Vježbenik sa završenim preddiplomskim i diplomskim studijem ili integriranim sveučilišnim studijem ili sprecijalističkim diplomskim studijem | Vježbenik sa završenim preddiplomskim i diplomskim studijem ili integriranim sveučilišnim studijem ili sprecijalističkim diplomskim studijem | Vježbenik sa završenim preddiplomskim i diplomskim studijem ili integriranim sveučilišnim studijem ili sprecijalističkim diplomskim studijem | Vježbenik sa završenim preddiplomskim i diplomskim studijem ili integriranim sveučilišnim studijem ili sprecijalističkim diplomskim studijem | Vježbenik sa završenim preddiplomskim i diplomskim studijem ili integriranim sveučilišnim studijem ili sprecijalističkim diplomskim studijem | Policajac            | Policajac            | Policajac            | Policajac            | Policajac            | Policajac            | Policajac                   | Policajac                   | Policajac                   | Policajac                   | Policajac                   | Viši policajac              | Viši policajac              | Viši policajac              | Viši policajac              | Viši policajac              | Viši policajac                       | Viši policajac                       | Viši policajac                       | Viši policajac                       | Viši policajac                       | Viši policajac                       | Samostalni policajac                 | Samostalni policajac                 | Samostalni policajac                 | Samostalni policajac                 | Samostalni policajac       | Samostalni policajac       | Samostalni policajac       | Samostalni policajac       | Samostalni policajac       | Samostalni policajac       | Samostalni policajac       | Policijski narednik        | Policijski narednik        | Policijski narednik        | Policijski narednik | Policijski narednik | Policijski narednik | Policijski narednik | Policijski narednik | Policijski narednik | Policijski narednik | Policijski narednik | Viši policijski narednik | Viši policijski narednik | Viši policijski narednik     | Viši policijski narednik     | Viši policijski narednik     | Viši policijski narednik     | Viši policijski narednik     | Viši policijski narednik     | Viši policijski narednik     | Viši policijski narednik     | Viši policijski narednik     | Samostalni policijski narednik | Samostalni policijski narednik | Samostalni policijski narednik | Samostalni policijski narednik | Samostalni policijski narednik | Samostalni policijski narednik | Samostalni policijski narednik | Samostalni policijski narednik | Samostalni policijski narednik | Samostalni policijski narednik | Samostalni policijski narednik |
|                                              |                                              |                                              |                                              |                                              |                                              |                                              |                                              |                                              |                                              |                                              |                           |                           |                           |                           |                           |                           |                           |                           |                           |                                 |                                 | | | | | | | | | | | | | | | | | | | | | | |                      |                      |                      |                      |                      |                      |                             |                             |                             |                             |                             |                             |                             |                             |                             |                             |                                      |                                      |                                      |                                      |                                      |                                      |                                      |                                      |                                      |                                      |                            |                            |                            |                            |                            |                            |                            |                            |                            |                            |                     |                     |                     |                     |                     |                     |                     |                     |                          |                          |                              |                              |                              |                              |                              |                              |                              |                              |                              |                                |                                |                                |                                |                                |                                |                                |                                |                                |                                |                                |
| Policijski inspektor                         | Policijski inspektor                         | Policijski inspektor                         | Policijski inspektor                         | Policijski inspektor                         | Policijski inspektor                         | Policijski inspektor                         | Policijski inspektor                         | Policijski inspektor                         | Policijski inspektor                         | Viši policijski inspektor                    | Viši policijski inspektor | Viši policijski inspektor | Viši policijski inspektor | Viši policijski inspektor | Viši policijski inspektor | Viši policijski inspektor | Viši policijski inspektor | Viši policijski inspektor | Viši policijski inspektor | Samostalni policijski inspektor | Samostalni policijski inspektor | Samostalni policijski inspektor                                                                            | Samostalni policijski inspektor                                                                            | Samostalni policijski inspektor                                                                            | Samostalni policijski inspektor                                                                            | Samostalni policijski inspektor                                                                            | Samostalni policijski inspektor                                                                            | Samostalni policijski inspektor                                                                            | Samostalni policijski inspektor                                                                            | Glavni policijski inspektor                                                                                | Glavni policijski inspektor                                                                                | Glavni policijski inspektor                                                                                | Glavni policijski inspektor | Glavni policijski inspektor | Glavni policijski inspektor | Glavni policijski inspektor | Glavni policijski inspektor | Glavni policijski inspektor | Glavni policijski inspektor | Policijski savjetnik | Policijski savjetnik | Policijski savjetnik | Policijski savjetnik | Policijski savjetnik | Policijski savjetnik | Policijski savjetnik | Policijski savjetnik | Policijski savjetnik | Policijski savjetnik | Glavni policijski savjetnik | Glavni policijski savjetnik | Glavni policijski savjetnik | Glavni policijski savjetnik | Glavni policijski savjetnik | Glavni policijski savjetnik | Glavni policijski savjetnik | Glavni policijski savjetnik | Glavni policijski savjetnik | Glavni policijski savjetnik | Pomoćnik glavnog ravnatelja policije | Pomoćnik glavnog ravnatelja policije | Pomoćnik glavnog ravnatelja policije | Pomoćnik glavnog ravnatelja policije | Pomoćnik glavnog ravnatelja policije | Pomoćnik glavnog ravnatelja policije | Pomoćnik glavnog ravnatelja policije | Pomoćnik glavnog ravnatelja policije | Pomoćnik glavnog ravnatelja policije | Pomoćnik glavnog ravnatelja policije | Načelnik policijske uprave | Načelnik policijske uprave | Načelnik policijske uprave | Načelnik policijske uprave | Načelnik policijske uprave | Načelnik policijske uprave | Načelnik policijske uprave | Načelnik policijske uprave | Načelnik policijske uprave | Načelnik policijske uprave | Policijski kapelan  | Policijski kapelan  | Policijski kapelan  | Policijski kapelan  | Policijski kapelan  | Policijski kapelan  | Policijski kapelan  | Policijski kapelan  | Policijski kapelan       | Policijski kapelan       | Zamjenik ravnatelja policije | Zamjenik ravnatelja policije | Zamjenik ravnatelja policije | Zamjenik ravnatelja policije | Zamjenik ravnatelja policije | Zamjenik ravnatelja policije | Zamjenik ravnatelja policije | Zamjenik ravnatelja policije | Zamjenik ravnatelja policije | Zamjenik ravnatelja policije   | Ravnatelj policije             | Ravnatelj policije             | Ravnatelj policije             | Ravnatelj policije             | Ravnatelj policije             | Ravnatelj policije             | Ravnatelj policije             | Ravnatelj policije             | Ravnatelj policije             | Ravnatelj policije             |
|                                              |                                              |                                              |                                              |                                              |                                              |                                              |                                              |                                              |                                              |                                              |                           |                           |                           |                           |                           |                           |                           |                           |                           |                                 |                                 | | | | | | | | | | | | | | | | | | | | | | |                      |                      |                      |                      |                      |                      |                             |                             |                             |                             |                             |                             |                             |                             |                             |                             |                                      |                                      |                                      |                                      |                                      |                                      |                                      |                                      |                                      |                                      |                            |                            |                            |                            |                            |                            |                            |                            |                            |                            |                     |                     |                     |                     |                     |                     |                     |                     |                          |                          |                              |                              |                              |                              |                              |                              |                              |                              |                              |                                |                                |                                |                                |                                |                                |                                |                                |                                |                                |                                |

#### Interventnapolicija
| Policajac u interventnoj policiji | Vođa grupe u interventnoj policiji | Zapovjednik odjeljenja u interventnoj policiji | Policijski službenik u jedinici interventne policije | Pomoćnik zapovjednika satnije interventne policije - instruktor u jedinici interventne policije - zapovjednik voda u interventnoj policiji | Zapovjednik satnije interventne policije | Zamjenik zapovjednika – pomoćnik zapovjednika | Zapovjednik jedinice interventne policije | Policijski službenik – instruktor u zapovjedništvu interventne policije | Pomoćnik zapovjednika interventne policije | Zapovjednik interventne policije |
|                                   |                                    |                                                |                                                      | |                                          |                                               |                                           |                                                                         |                                            |                                  |

#### Specijalna policija
| Policajac specijalac - manipulant gorivom - vodič službenog psa | Vođa specijalističke grupe - zrakoplovni tehničar | Instruktor specijalističke obuke – zapovjednik voda - pilot helikoptera 2. kat. - inženjer rotirajućih dijelova - instruktor održavanja zrakoplova | Policijski pregovarač - policijski savjetnik - pilot helikoptera 1. kat - voditelj programa sigurnosti letenja i operacija na zemlji - voditelj programa sustava kakvoće | Pomoćnik zapovjednika ATJ Lučko - pomoćnik zapovjednika SJP Split - pomoćnik zapovjednika SJP Rijeka - pomoćnik zapovjednika SJP Osijek - pomoćnik zapovjednika Zrakoplovne jedinice - pomoćnik zapovjednika Ronilačkog centra | Zapovjednik ATJ Lučko - zapovjednik SJP Split - zapovjednik SJP Rijeka - zapovjednik SJP Osijek - zapovjednik Zrakoplovne jedinice - zapovjednik Ronilačkog centra | Voditelj pregovarača specijalne policije - voditelj savjetnika za krizne situacije - voditelj-viši instruktor u zapovjedništvu specijalne jedinice - voditelj za zakonitost i metodologiju postupanja | Pomoćnik zapovjednika specijalne policije | Zapovjednik specijalne policije |
|                                                                 |                                                   | | | | | |                                           |                                 |

## Zakoni i drugi propisi
- Zakon o policiji
- Kodeks policije
- Zakon o policijskim poslovima i ovlastima

## Zaštitnik i Dan policije
Zaštitnik Hrvatske policije je Sveti Mihovil. Na dan Svetog Mihovila 29. rujna obilježava se i Dan policije.

## Šport
Hrvatska policijska malonogometna reprezentacija dvostruki je prvak svijeta (2023. u Nizozemskoj i 2025. u Birmighamu, u Alabami).

## Vanjske poveznice
- Ravnateljstvo policije